# Retard anafàsic
El retard anafàsic és un retard provocat per una alteració genètica o un error en la divisió o algun dels processos anteriors de la divisió cel·lular com ara la metafase o la profase, pot provocar greus problemes en la divisió de la cèl·lula si no es detecta i soluciona a el següent punt de control. Pot provocar la pèrdua de cromosomes.